# Юренев, Андрей Ростиславович
Андрей Ростиславович Юренев (1944—1998) — советский киноактёр, киновед, педагог.

## Биография
Родился 29 октября 1944 года в Москве в семье киноведа Ростислава Николаевича Юренева.
В 1961 году снялся в одной из главных ролей в молодёжном фильме «Приключения Кроша» по одноимённой повести Анатолия Рыбакова. В 1967 году окончил актёрский факультет Всесоюзного государственного института кинематографии. После срочной службы в 11-м отдельном кавалерийском полку поступил в аспирантуру ВГИКа. В 1972 году защитил диссертацию на соискание учёной степени кандидата искусствоведения на тему «Киноактёр: инструмент или художник. Вопросы истории и методологии воспитания киноактёра». Преподавал во ВГИКе мастерство киноактёра. В кино снимался в основном в эпизодических ролях. В последние годы жизни работал деканом режиссёрского факультета ВГИКа.
Умер 2 января 1998 года в Москве. Похоронен на Введенском кладбище (4 уч.).
Был дважды женат. Первый брак — с художником по костюмам Светланой Борисовной Сизовой; их дочь: Мария (род. 1973). Второй брак — с журналисткой Екатериной Петровной Суздалевой; их сын: Николай (род. 1981).

## Фильмография
1. 1961 — Приключения Кроша — Игорь
2. 1965 — Город мастеров — латник
3. 1965 — Мы, русский народ — поручик
4. 1967 — Места тут тихие — лётчик
5. 1971 — Достояние республики — Струнников
6. 1974 — Хождение по мукам — Никанор Юрьевич Куличек (Иван Свищев)
7. 1976 — Красное и чёрное — граф Альтамира
8. 1976 — Легенда о Тиле — граф Горн
9. 1977 — Птицы на снегу (короткометражный) — эпизод
10. 1979 — В одно прекрасное детство — Шурик
11. 1980 — Петровка, 38 — Молочков, дежурный по отделению
12. 1981 — Крепыш — Элтон-младший
13. 1982 — Баллада о доблестном рыцаре Айвенго — Гарри
14. 1983 — Признать виновным — заказчик в мастерской
15. 1984 — Инопланетянка — Андрей, инопланетянин (озвучивает Александр Вокач)
16. 1986 — Перехват — Шурик
17. 1987 — Клуб женщин — режиссёр
18. 1987 — Петроградские Гавроши — чиновник в министерстве
19. 1987 — Садовник — Игорь Евгеньевич, второй председатель
20. 1988 — Приключения Квентина Дорварда, стрелка королевской гвардии — граф Кампо-Бассо
21. 1988 — Тайна золотого брегета — эпизод
22. 1989 — До первой крови — Митя
23. 1989 — Идеальное преступление
24. 1989 — Храм воздуха
25. 1990 — Золотая шпага
26. 1991 — Одиссея капитана Блада — лорд Гилдой, участник восстания
27. 1991 — Преступление лорда Артура — сэр Томас
28. 1992 — Три августовских дня — сотрудник КГБ
29. 1994 — Хаги-Траггер — водитель / следователь Лавриков